# 竜王 (北欧民話)
竜王（りゅうおう、デンマーク語: Kong Lindorm、スウェーデン語: Kung Lindorm）はデンマークの民話である。同じ話はスウェーデン南部のスコーネにもみられる。アクセル・オルリックによる先駆的研究がある（Danske Studier, 1904）。

## あらすじ
子宝に恵まれないことを悩んでいた王妃は、魔女と出会い、男の子が欲しいなら赤い薔薇、女の子が欲しいなら白い薔薇を食べるとよい、と言われた。赤白両方の薔薇を食べてはいけない、と言われたのに両方とも食べてしまった王妃は、やがて醜悪な竜（大蛇）を生んだ。王はこれが自分の息子であることを否認したが、竜の王子は花嫁を見つけてくれないと父上を呑み込んでしまうぞと脅した。王は美しい姫を集め、地下に竜の館を造らせたが、竜が選んで館に連れ込んだ花嫁候補は、翌朝には食べられてしまっていた。こんなことが三度繰り返された後、羊飼いの娘が竜に見初められ、花嫁として差し出されることになった。竜の館に向かう途中、この娘は一人の老女に出会い、たくさんの木の枝、それぞれにミルクと塩水の入った二つの桶、大きな亜麻布を持っていき、七枚のシュミーズを重ね着するとよい、と助言され、その通りに支度した。館に来た竜が娘に服を脱いでと言うと、そのたびに娘はあなたが皮を脱いでと言い返し、これを七度繰り返した。最後の皮を脱ぎ捨てた竜の体を娘は木の枝で打ち、塩水に浸してからミルクに浸からせ、亜麻布にくるんで寝かせると、翌朝、竜はハンサムな王子になっていた。そうして二人は結婚した。
父王が亡くなると王子は新王となり、「竜王」と呼ばれた。羊飼いの娘は王妃となり、竜王が戦に出ている間、二人の男の子を生んだ。しかし王に宛てた報せの手紙は、王妃を妬む者の手で、王妃が二匹の犬を生んだという手紙に変えられた。王は返事の手紙に子犬を大事にせよと書いたが、二人の息子を連れて国外に逃げよという手紙に変えられてしまった。これを読んた王妃はひどく嘆いたが、王子たちを他所に預けて出て行った。こうして野に下った王妃は、ある山で白鳥と鶴がそれぞれ王座に就いているのを見た。王妃がミルクを飲ませると、魔法が解けて白鳥と鶴は二人の王子となった。王妃はガラスの山のそばに建つ二人の城で家政を切り回してすごした。一方、戦から戻った王は、王妃を探し回り、ガラスの山に行き着いた。そこにいた二人の王子は王妃を取られることを嫌がったが、王妃は竜王が自分の夫であることを宣言した。こうして竜王と王妃はふたたび一緒になり、戻ってきた二人の息子ともども幸せに暮らした。

## 解題
この民話では、子供のいない王妃が蛇の姿をした王子を産み、一人の娘がその王子の呪いを解く。これはスカンディナヴィアでよく知られた民話類型であり、AT分類433Bのモチーフを示している。スティス・トンプソンによると、同型の説話はデンマークとスウェーデン南部だけでなく近東にもあり、インドにもモチーフを同じくする伝説がある。スカンディナヴィアに伝わるものは、追放された妻の冒険譚のモチーフが加わっており、東方からの伝播の過程で、近東で複合的な説話として成立してからスカンディナヴィアにもたらされたのだろう、とトンプソンは指摘している。
この話に登場する蛇ないし竜は、デンマーク語でレンオアム (lindorm) と呼ばれる怪蛇で、ドラゴン（デンマーク語ではドラーウェ drage）とは別系統のものである（cf. リントヴルム、ワーム）。

## 関連文献
- カール・シューカー「リントヴルムの王の花嫁」『龍のファンタジー』別宮貞徳監訳、1999年、50-55頁。